# Raja Melewar

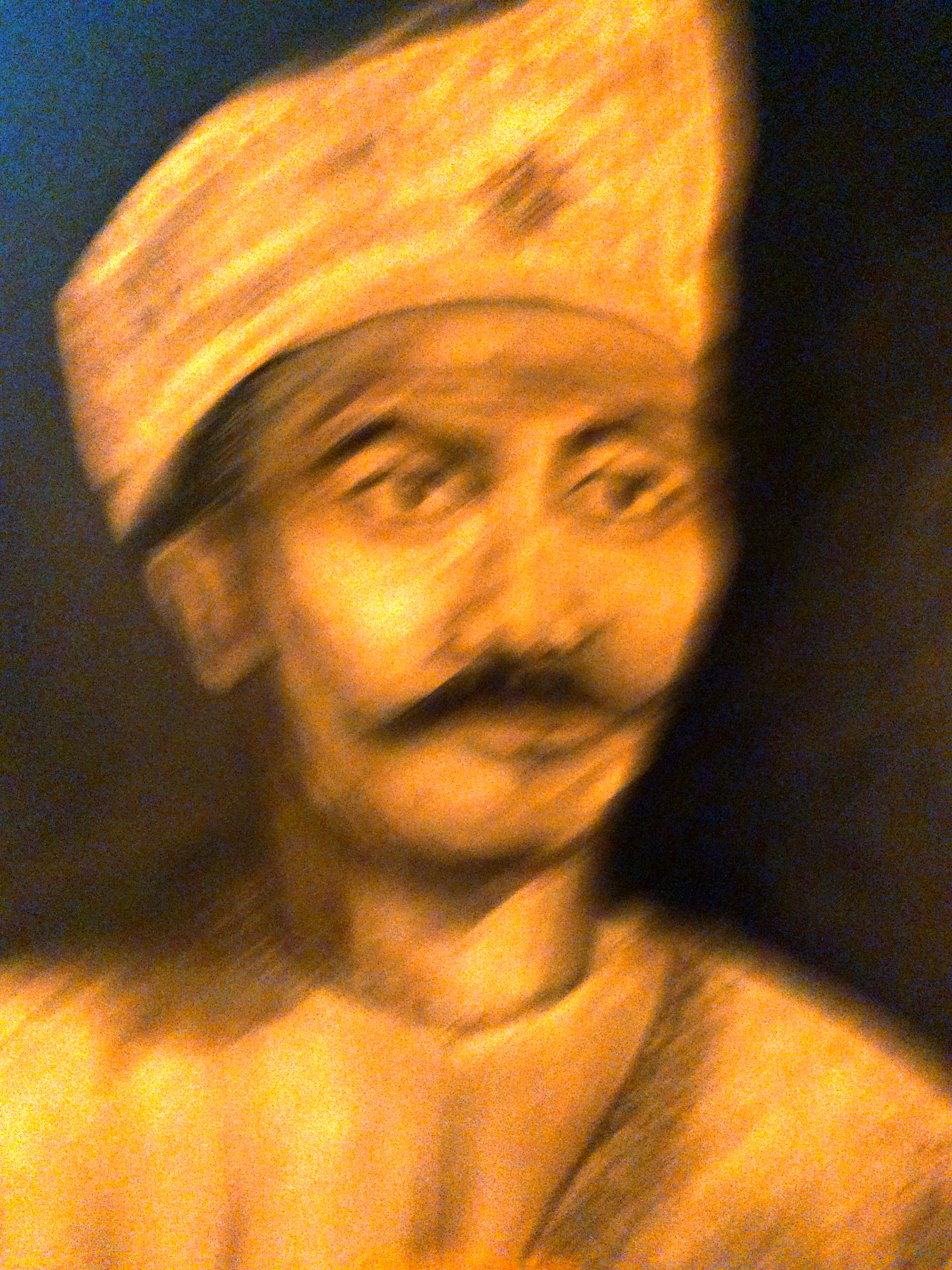

Raja Melewar (... – 1795) è stato Yang di-Pertuan Besar di Negeri Sembilan in Malaysia dal 1773 al 1795.

## Biografia
I Minangkabaus furono la prima comunità di migranti ad arrivare nello Negeri Sembilan nel XIV secolo. Alla fine popolarono lo stato e cominciarono a controllare la politica locale.
Prima dei Minangkabaus, l'area era governata dal sultano di Malacca. Dopo che questo venne sconfitto dai portoghesi, Negeri Sembilan passò sotto il governo del sultanato di Johor. Nel 1760, Johor, entrato in conflitto con gli olandesi, decise di consentire allo Stato di trovare un raja o un sultano proveniente da Minangkabau, nell'isola di Sumatra.
Tra il 1760 e il 1770, un consiglio dei leader noto come Luak Penghulu (il predecessore dell'attuale Consiglio degli Undangs) partì per Pagar Ruyung in Minangkabau alla ricerca di un leader. Il raja di Pagar Ruyung - che era ritenuto discendente di Dhu al-Qarnayn (forse Alessandro Magno o Ciro il Grande) - concesse loro un leader in suo figlio, raja Mahmud. Mahmud in seguito divenne noto come raja Melewar quando raggiunse Negeri Sembilan.
Prima che Melewar approdasse nella penisola malese, un reale di nome raja Khatib venne inviato a Negeri Sembilan per sorvegliare i preparativi per l'incoronazione di raja Melewar. Tuttavia, al suo arrivo a Negeri Sembilan, Khatib mentì alla gente del posto e affermò di essere il principe inviato da Pagar Ruyung. La gente del posto gli credette e lo ritenne il nuovo re. Per quanto riguarda raja Melewar, in primo luogo si recò a Johor per chiedere il consenso del sultano di assumere il governo di Negeri Sembilan. Il sovrano non si oppose e gli conferì l'autorità di regnare. La spedizione di Melewar marciò a Negeri Sembilan attraverso il Naning.
Nel Naning, ci furono scontri con Bugis Warchief Daeng Kemboja. Alla fine le forze di Bugis furono sconfitte. Al suo arrivo a Negeri Sembilan nel 1773, raja Melewar fu proclamato Yang di-Pertuan Besar a Kampung Penajis. Melewar apprese dell'inganno di Khatib e, essendo ormai il sovrano indiscusso dello stato, dichiarò guerra a raja Khatib. Raja Melewar successivamente trasferì la sua residenza a Seri Menanti, ancora oggi sede principale del sovrano.
Dopo la morte di raja Melewar nel 1795, piuttosto che proclamare suo figlio come loro nuovo leader, i membri del Luak Penghulu ancora una volta si recarono nella loro terra di origine. Il raja di Pagar Ruyong inviò un altro figlio, raja Hitam, per servire come nuovo monarca. Raja Hitam sposò la figlia di raja Melewar, Tengku Aishah, ma non ebbero figli.
La selezione di un sovrano da parte di un consiglio divenne un sistema stabile nel Negeri Sembilan e in parte funziona ancora oggi.